# Melus van Bari
Melus (ook wel Milus of Meles, Melo in het Italiaans) (overleden 1020) was een Lombardisch edelman uit  de Apulische stad Bari, die in het begin van de 11e eeuw de ambitie had om voor zichzelf een autonoom gebied af te splitsen van het  Byzantijnse katapanaat van Italië. Zijn ambitie leidde als onverwacht bijproduct tot de Normandische aanwezigheid in Zuid-Italië.